# Boceto de un crucifijo
El Boceto de un crucifijo es una escultura realizada en madera (h 20,5 cm) atribuida a Miguel Ángel, que data de 1562 aproximadamente y que se conserva en la Casa Buonarroti en Florencia.

## Historia y descripción
Charles de Tolnay atribuyó este boceto a la vejez de Miguel Ángel comparándolo con dibujos presentes en Windsor, en  el Louvre, en el British Museum y a noticias contenidas en dos cartas del artista datadas el 1 y 2 de agosto de 1562, en las cuales se dan nociones precisamente de un proyecto sobre un crucifijo de madera.

La obra muestra el cuerpo desnudo de Cristo con la cabeza inclinada y con los brazos, tanto del cuerpo como de la cruz, cortados. La figura de Cristo muestra una sintética pero eficaz descripción anatómica y muscular, sobre todo en el abdomen y en el vivaz movimiento de las piernas que se revelan.

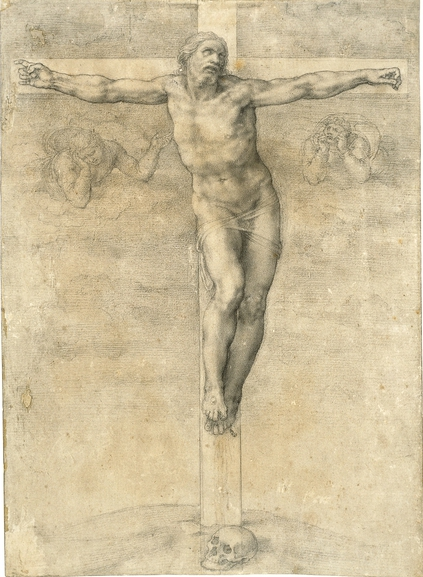
Estudio para la Crucifixión para Victoria Columna
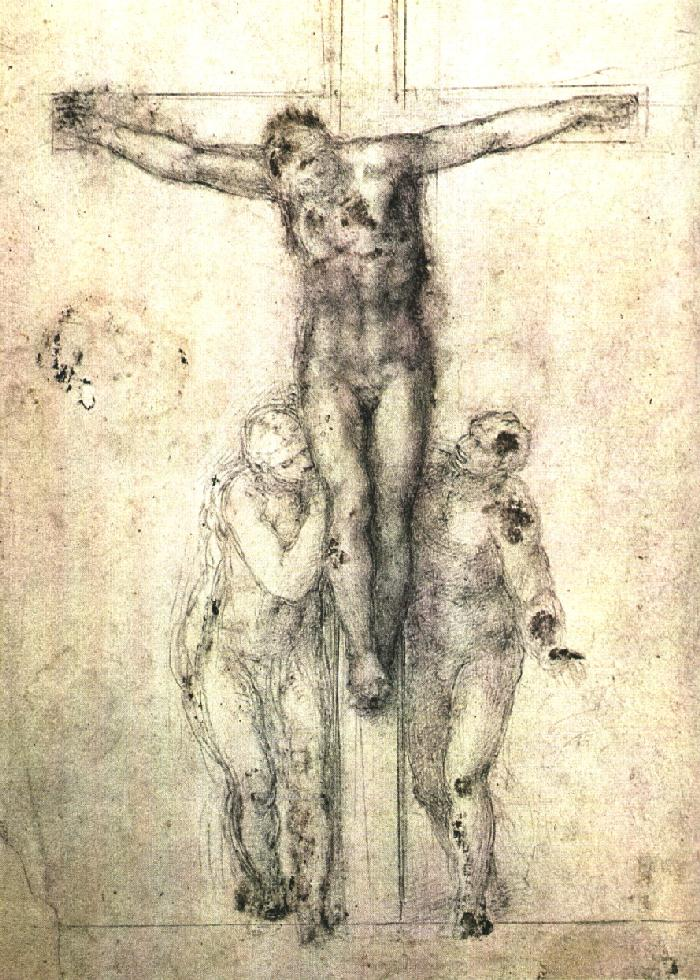
Dibujo para una Crucifixión, Miguel Ángel, British Museum